# Orthrus
Orthrus is een geslacht van spinnen uit de familie springspinnen (Salticidae).

## Soorten
De volgende soorten zijn bij het geslacht ingedeeld:
- Orthrus bicolor Simon, 1900
- Orthrus calilungae Barrion, 1998
- Orthrus muluensis Wanless, 1980
- Orthrus palawanensis Wanless, 1980